# Jolanta Kania-Szczygielska
Jolanta Kania-Szczygielska (ur. 3 sierpnia 1958 w Kraśniku) – polska siatkarka, mistrzyni i reprezentantka Polski.

## Życiorys
W reprezentacji Polski debiutowała 14 czerwca 1978 w towarzyskim spotkaniu z RFN. Wystąpiła na mistrzostwach świata w 1978 (11 m.) oraz trzykrotnie na mistrzostwach Europy (1979 – 8 m., 1983 – 9 m., 1985 – 7 m.). Zakończyła karierę reprezentacyjną meczem mistrzostw Europy z Węgrami – 6 października 1985. Łącznie w I reprezentacji Polski wystąpiła w 186 spotkaniach, w tym 147 oficjalnych.
Była wychowanką klubu RKS Stal Kraśnik. W latach 1976–1985 występowała w drużynie Czarnych Słupsk, zdobywając z nią trzykrotnie mistrzostwo Polski (1978, 1985, 1986), trzykrotnie wicemistrzostwo (1979, 1983, 1984) i trzykrotnie brązowy medal mistrzostw Polski (1977, 1980, 1981). W 1986 wyjechała do Belgii, gdzie zdobyła dwukrotnie mistrzostwo tego kraju (1990, 1994)
Jest mamą siatkarki Marty Szczygielskiej.